# ビュブロスのフィロン
ビュブロスのフィロン（ヘレニウス・フィロン、60年頃 - 141年）は、文法、辞典、歴史に関する著作をギリシア語で書いた古典的著述家である。ヘレニウスという名前から見て、フィロンは補充執政官ヘレニウス・セウェールスの庇護民であり、その仲介でローマ市民権を取得した可能性がある。

## 人物・業績
フィロンは、同義語辞典、科学者とその著作をカテゴリー別に編集した著作集、各都市の有名市民を記載した都市目録、皇帝ハドリアヌスの伝記を書いた。フィロンの著作にはタイトルしか知られていないものもあるが、いくつかはキリスト教徒の著作者による断片的な引用の形で今日に伝えられている。
フィロンがギリシア語で編纂した『フェニキアの歴史』は、4世紀のカイサリアのエウセビオスが『福音の備え（準備）』の中で幅広く引用しており、それらの断片的引用は再編集・翻訳されている(参考文献参照)。しかし、エウセビオスの引用は、いつもフィロンの本来の意図とは反する目的をもって行われた。例えば、フェニキアの宗教に関する記述は、単に誹謗の目的で引用されており、誤ってゾロアスター教と混同されている。また、タートス（トート）いう鷹の頭がついたエジプトの神は、4世紀のキリスト論において広く主張されていた「永遠で、生まれたものではなく、分割ができない」という性質が与えられており、ヘビ崇拝や文字の発明との混乱も見られるが、これはおそらくフィロンの元々の記述ではなく、エウセビオス自身によるものであろう。
エウセビオスによれば、フィロンは、サンキュニアトン（架空の人物と思われる）が ビュブロスの寺院の柱から書き写して編纂したという古代フェニキア神話の秘本を発見したと主張したとされる。おそらくフィロンは、自分が収集した伝承から資料を構築し、自分の目的に合うように編集した上で、もっともらしい名前を付して信憑性を高めようとしたのであろう。サンキュニアトンはポーフェリーによる引用でも知られている。ポーフェリーによれば、サンキュニアトン（ここでもビュブロス生れとされている）は Jevo神(すなわちヤハウェ、エホバ)の司祭 ヒエロンバル (Hierombal、すなわちJeruba'al)から得た情報に基づいて、ユダヤ人の歴史を記述し、それベリタス（Berytus）の王アベルバル（Abelbal）またはアビバル（Abibal）に献呈したとされる。この話はおそらくまったく架空のものである。たいていの歴史家ならこのようなでっちあげを使うより、歴代の王の一覧で済ませる方を選んだだろうが、それではエウセビオスの計画にはそぐわなかったのだろう。
断片的に引用されたフィロンの記述から窺われるフェニキアの神の序列・系図は、長い間、ヘシオドスの『神統記（神統譜）』の一般的体系を裏付けるものと認識されていた。 ウガリト（ラス・シャムラ）にある楔形文字の銘板に刻まれている神々の名前も、同じようなパターンとなっている。w:Sanchuniathon#The_history_of_the_gods（英語版サンキュニアトンの項）に記載の系統表を参照のこと。